# Єрванд II
Єрва́нд II (вірм. Երվանդ Բ.) — сатрап Вірменії у 336—333 роках до н.е. і цар Вірменії (333—331 роки до н. е.).

## Біографія
Син Єрванда I, сатрапа Вірменії. За відомостями грецьких та римських джерел він і сатрап Малої Вірменії Міхрвахішт (Ваге) брали участь у битві при Іссі (333 до н. е.). Вірменські війська чинили потужний опір македонцям, і через це Александр Македонський не зміг наздогнати та вбити царя Персії Дарія III Кодомана, який тікав. За словами вірменського історіографа Мовсеса Хоренаці, у помсту за це Александр убив Ваге (Міхрвахішта). А Ерванд II, повернувшись до Вірменії, проголосив себе самостійним царем.
Загинув у битві при Гавгамелах, б'ючись на боці перського царя Дарія III.